# Isaac de Razilly
Isaac de Razilly (* 1587 auf Burg Eaux-Melles/Oiseaumelles in Roiffé; † Dezember 1635 in La Hève (Nova Scotia)) war ein französischer Adliger und Marineoffizier, der eine bedeutende Rolle in der Kolonialpolitik seines Landes spielte.

## Leben
Isaac de Razilly ist der Sohn von François de Razilly († 1600) und Catherine de Villiers († 1604). Bekannt wurden außer ihm drei seiner Brüder:
- François de Razilly († 1621), der mit Daniel de La Touche, Seigneur de La Ravardière, die Kolonie Saint-Louis de Maragnan in Brasilien leitete
- Gabriel de Razilly, der seit 1591 Malteser war und 1622 bei der Belagerung von Montpellier getötet wurde
- Claude de Razilly (1593–1654), auch Claude de Launay-Razilly genannt, der Isaac nach Akadien begleitete.

Als Minderjähriger wurde er in den Johanniterorden gegeben, wo er seine seemännische Ausbildung erhielt. 1605 wurde er zum Ordensritter ernannt.

### Brasilien
1612 bis 1615 nahm er an der Brasilien-Expedition seines Bruders François teil, mit der die France Équinoxiale etabliert werden sollte und die zur Gründung von São Luís (frz. Saint-Louis du Maragnan) auf der Insel Marajó führte.

### Marokko (1619–1624)
1619 segelte er im Auftrag Ludwigs XIII. nach Marokko, der dort ein koloniales Unternehmen in Betracht zog, und konnte dabei die Küste bis nach Mogador erkunden.
1621 wurde Isaac de Razilly Befehlshaber der Kommende von L’Île-Bouchard und wurde seitdem Commandeur de Razilly genannt. Im gleichen Jahr kommandierte er einen Verband von 13 Schiffen bei der Blockade von Saint-Martin-de-Ré, das von Hugenotten gehalten wurde.
1624 wurde ihm die Leitung einer Gesandtschaft im Piratenhafen von Salé in Marokko übertragen, um die Affäre um die Bibliothek des Sultans Zidan Abu Maali zu klären. Er wurde eingesperrt und in Ketten gelegt, dann aber wieder freigelassen, wobei er viele christliche Gefangene zurücklassen musste. Die Mission Razillys wurde von den ersten Kapuzinermönchen begleitet, die sich in Marokko niederließen.

### La Rochelle
1625 befehligte er die Flotte bei der Blockade von La Rochelle während der Niederschlagung des Hugenottenaufstandes, wobei er verwundet wurde und ein Auge verlor.
Im Jahr darauf, 1626, verfasste er Pamphlete, in denen er die kommerzielle Expansion in Übersee, entweder in Afrika, Asien oder Amerika, befürwortete, darunter seine Articles pour persuader un chacun de risquer sur mer et trouver fonds pour la navigation, und legte das Memorandum Kardinal Richelieu vor.

### Marokko (1629)
Unter anderem hatte Razilly 1626 vorgeschlagen, Mogador zu besetzen. Ziel war es dabei, eine Basis gegen den Sultan von Marrakesch zu schaffen und den Hafen von Safi zu ersticken. Er stach am 20. Juli 1629 mit einer Flotte, die aus den Schiffen Licorne, Saint-Louis, Griffon, Catherine, Hambourg, Sainte-Anne und Saint-Jean bestand, Richtung Salé in See, das er bombardierte und dabei drei Piratenschiffe zerstörte, und dandte dann die Griffon unter dem Kommando von Treilleboi nach Mogador. Razillys Seeleute kamen bis in die Nähe des portugiesischen Castelo Real bei Mogador und setzten mit Zustimmung Richelieus auf der Insel Mogador 100 Männer mit Holz und Proviant ab. Nach ein paar Tagen jedoch nahm die Griffon die Kolonisten wieder auf und kehrte um, um sich der Flotte in Salé wieder anzuschließen.
1630 konnte Razilly mit den Marokkanern über den Kauf französischer Sklaven verhandeln. 1631 besuchte er Marokko erneut und beteiligte sich mit Unterstützung von Nachkommen Samuel Pallaches  an den Verhandlungen über den Französisch-marokkanischen Vertrag.

### Akadien
1632 wurde Razilly auf Wunsch von Kardinal Richelieu an der Kolonisierung Akadiens beteiligt. Razilly landete mit 300 Männern und 3 Mönchen in La Hève und baute das Fort Sainte Marie de Grace. Er nahm Port Royal in Besitz, um eine französische Kolonie zu gründen, und bot den schottischen Siedlern an, ihr Land zurückzukaufen und ihnen eine sichere Reise zurück nach Schottland zu ermöglichen. Um mit dem Geldmangel fertig zu werden, wurde von Razilly und einigen seiner Freunde eine Firma gegründet, die als Razilly-Condonnier Company bekannt wurde. Zusammen mit der Compagnie de la Nouvelle France wurde eine Expedition ausgerüstet, um nach Akadien zu segeln. Der König verlieh Razilly den offiziellen Titel eines Generalleutnants für Neufrankreich.
Einer seiner fähigsten Leutnants in Akadien war Charles de Menou d’Aulnay, der maßgeblich an der Aufrechterhaltung der Schifffahrt von und nach Frankreich beteiligt war. Er übernahm auch militärische Aufgaben wie die Anordnung, die Kontrolle über Fort Pentagouet in Majabigwaduce an der Penobscot Bay zu übernehmen, das Frankreich in einem früheren Vertrag gegeben worden war, und um die Engländer darüber zu informieren, dass sie alle Länder nördlich von Pemaquid räumen sollten. Dies wurde kurz vor Razillys Tod erreicht und führte dazu, dass alle französischen Interessen in Akadien wiederhergestellt wurden.

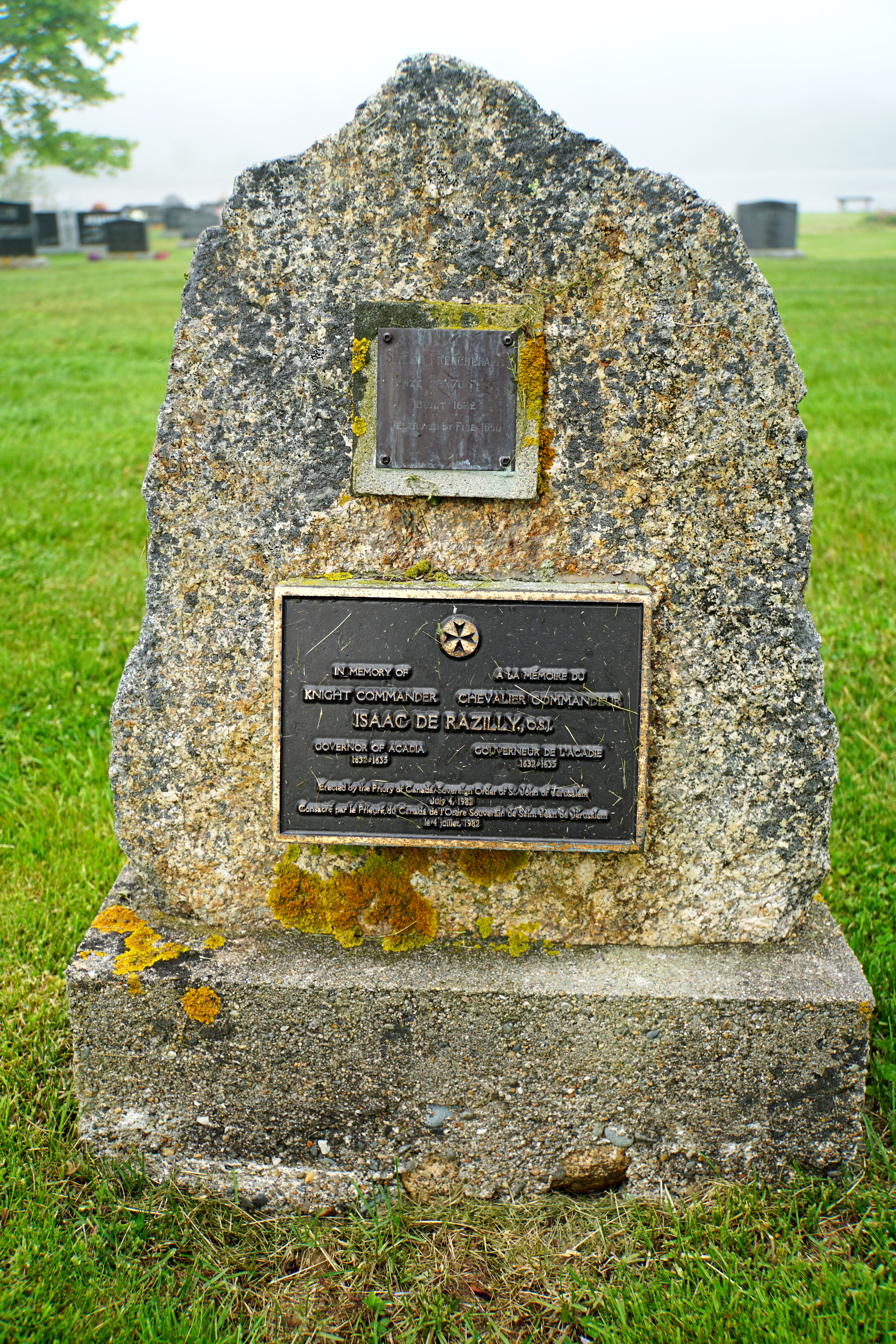
Gedenkstein für Isaac de Razilly in LaHave

Razilly stab unerwartet in La Hève im Dezember 1635.